# Flumechina
La flumechina è un composto chimico di formula {\displaystyle {\ce {C14H12FNO3}}} che in condizioni standard si presenta come una polvere cristallina bianca.

## Caratteristiche strutturali e fisiche
È un membro della classe delle piridochinoline ed è costituito da un nucleo 1-osso-6,7-diidro-1H,5H-pirido[3,2,1-ij]chinolina che presenta un gruppo carbossilico, un gruppo metilico e un atomo di fluoro rispettivamente nelle posizioni 2, 5 e 9. Il composto è insolubile in acqua, ma solubile in soluzioni alcaline e alcol.
| Caratteristiche strutturali          | Caratteristiche strutturali                                                                |
| ------------------------------------ | ------------------------------------------------------------------------------------------ |
| N. di atomi pesanti                  | 19                                                                                         |
| N. di donatori di legami a idrogeno  | 1                                                                                          |
| N. di accettori di legami a idrogeno | 5                                                                                          |
| N. di atomi stereogenici             | 1                                                                                          |
| N. di legami ruotabili               | 1                                                                                          |
| Caratteristiche fisiche              |                                                                                            |
| Massa monoisotopica                  | 261,08012141 u                                                                             |
| Superficie polare                    | 57,6 Å²                                                                                    |
| Sezione d'urto                       | 153 Å² [M-H]+ 166,8 Å² [M+Na]+ 162,02 Å² [M+K]+ 146,62 Å² [M+H-H2O]+ 160,9528542 Å² [M+H]+ |
| Rifrattività                         | 67,87 m3/mol                                                                               |
| Polarizzabilità                      | 25,25 Å3                                                                                   |
| Caratteristiche termodinamiche       |                                                                                            |
| Pressione di vapore                  | 2,5 x 10-7 Torr a 25 °C                                                                    |
| Costante della legge di Henry        | 2,7 x 10-13 atm·m3/mol                                                                     |
| Caratteristiche fisiologiche         |                                                                                            |
| Carica fisiologica                   | -1                                                                                         |

## Sintesi
Il composto viene sintetizzato per condensazione della 5-fluoro-2-metiltetraidrochinolina con il dietil etossimetilenmalonato, seguita da ciclizzazione termica, che produce l’etile 6,7-diidro-9-fluoro-5-metil-1-osso-1H,5H-benzo(i,j)chinolizina-2-carbossilato, il quale viene successivamente saponificato con idrossido di sodio per ottenere la flumechina.

## Reattività e caratteristiche chimiche

### Spettri analitici
- MS-MS[14]
- LC-MS[15]
- ATR-IR[16]
- Raman[17]

## Farmacologia e tossicologia

### Farmacocinetica
Dopo la somministrazione ripetuta di 14C-flumechina a 20 vitelli ruminanti, le concentrazioni plasmatiche sembravano raggiungere uno stato stazionario di 1300 – 2600 μg eq. di flumechina/litro dopo somministrazione intramuscolare e di 800 – 1800 μg eq. di flumechina/litro dopo somministrazione orale. La concentrazione della radioattività totale diminuiva lentamente fino a 200 μg eq. di flumechina/litro, sette giorni dopo l’ultima somministrazione.
Nei bovini, indipendentemente dalla via di somministrazione utilizzata, circa il 90% della radioattività somministrata è stata escreta entro 168 ore. Circa il 55% tramite le urine e il 35% tramite le feci. La maggior parte (98%) della radioattività escreta è stata recuperata entro 24 ore.
Nei suini e nei pesci la flumechina è assorbita dall’apparato digerente in modo rapido e in quantità significative. Raggiunge la Cmax in 2 - 4 ore nei suini e, nel pesce, tra le 12 e le 24 ore. La quantità assorbita viene solo in parte degradata nell’organismo animale, per cui il farmaco viene eliminato, principalmente per via renale, come tale oppure trasformato nel fegato in glicurono-coniugato, inattivo, o in composti idrossilati, dotati ancora di attività antibatterica.
Nei cani la Cmax (~55–65 µg equivalenti di flumechina/mL) si verifica tra le 2 e le 4 ore dopo la somministrazione. Circa la metà della concentrazione totale di radioattività nelle prime 12 ore dopo la somministrazione corrisponde al farmaco non modificato. La scomparsa della flumechina dal plasma sembra seguire una cinetica multi-esponenziale con un'emivita iniziale di circa 75 minuti e un'emivita terminale della fase beta di 6,5 ore.

### Farmacodinamica
La flumechina è un chinolone di sintesi attivo alla cui azione in generale sono sensibili Aeromonas, E. coli, Klebsiella, Enterobacter, Yersinia, Salmonella, Pasteurella, Proteus, Aeromonas salmonicida, Vibrio salmonicida, Vibrio anguillarum. Esplica la sua azione battericida mediante il blocco dell’enzima ADN-girasi, ovvero l'inibizione della topoisomerasi II. È attiva in presenza di essudati, liquidi organici, proteine plasmatiche e siero.

### Effetti del composto e usi clinici
Il composto è utilizzato in medicina veterinaria come antibiotico sintetico di seconda generazione appartenente al gruppo dei chinoloni, attivo principalmente contro batteri Gram-negativi.
È utilizzato principalmente per il trattamento delle infezioni enteriche nelle specie domestiche, in particolare viene utilizzato per trattare infezioni da colibacillosi, salmonellosi, pasteurellosi in bovini, ovini, polli, conigli, capre, cavalli, ovvero foruncolosi da Aeromonas e vibriosi nei pesci.
Il composto, se possibile, deve essere utilizzato solo in base ai risultati dell'antibiogramma. La somministrazione può essere effettuata per via orale o parenterale (intramuscolare o sottocutanea). Il regime terapeutico raccomandato varia da 6 a 18 mg/kg bw due volte al giorno per 3 - 5 giorni.

### Controindicazioni ed effetti collaterali
Come altri, fluorochinoloni, deve essere impiegato solo nel trattamento di condizioni cliniche che hanno risposto poco o che ci si aspetta rispondano poco ad altre classi di antimicrobici.

### Tossicologia
Dosi superiori a quelle prescritte per i tempi consigliati non inducono sintomi patologici particolari.

### Interazioni
La somministrazione di flumechina è incompatibile con quella di sulfamidici sistemici, per competizione nel legame con le proteine plasmatiche, e trimetoprim.

## Impatto ambientale
Rientra nella classe dei composti PFAS o simili ai PFAS sospettati di essere persistenti, mobili e tossici (PMT).
| Caratteristiche ecologiche | Caratteristiche ecologiche |
| -------------------------- | -------------------------- |
| KOC                        | 2.750 - 24.500             |
| BCF                        | 3                          |

### Atmosfera
Se rilasciata nell’aria, la flumechina esisterà sia in fase di vapore sia particolata. La flumechina in fase vapore viene degradata per reazione con radicali idrossilici e ozono generati fotochimicamente. Le emivite stimate per queste reazioni in aria sono rispettivamente di 12 ore e 6,6 giorni. La frazione particolata viene rimossa dall’atmosfera per deposizione secca e umida. Poiché contiene cromofori che assorbono a lunghezze d’onda superiori ai 290 nm, la flumechina può essere soggetta a fotolisi diretta da parte della luce solare.

### Suolo
Se rilasciata nel suolo, la mobilità della flumechina si prevede da nulla a ridotta. Sulla base della pKa, il composto esisterà parzialmente in forma anionica nell’ambiente, e gli anioni tendono a legarsi meno ai suoli ricchi in carbonio organico o argilla rispetto alle forme neutre. La volatilizzazione da suolo umido è ritenuta trascurabile. Anche la volatilizzazione da suolo secco non è considerata rilevante.

### Acqua
La biodegradazione non è stata osservata in acqua e sedimenti provenienti da allevamenti di anguille e gamberetti. Tuttavia, in presenza di luce si osservano emivite di degradazione comprese tra 2,3 e 14,5 giorni, indicando che il composto può degradarsi per via abiotica. In acqua, la flumechina tende ad adsorbirsi a solidi sospesi e sedimenti , e non si prevede un’evaporazione significativa dalle superfici acquatiche. Basso potenziale di bioconcentrazione negli organismi acquatici. L’idrolisi non è considerata un processo ambientale rilevante poiché la molecola non presenta gruppi funzionali suscettibili di idrolisi nelle condizioni ambientali (pH 5 – 9).

## Legislazione
- Allegato III dell'EEC 2377/90[18]